# Борис Младенов
Борис Младенов Спасов, известен като Борис Младенов, е политик от БКП, градоначалник на Михайловград.
Той е председател на Изпълнителния комитет на Градския народен съвет в Михайловград в периода октомври 1952 – март 1953 г., общински съветник, председател на Околийския комитет на Отечествения фронт в града.

## Биография
Роден е на 5 юни 1897 г. в с. Лесковец, Берковско в семейство на занаятчия. Учи в родното си село, прогимназия в Берковица, гимназия в Лом и Враца. Като войник участва в Първата световна война (1916 – 1918), след което завършва последния клас на гимназията във Враца през 1918/1919 учебна година.
През 1919 г. е приет за член на БКП. Участва в Септемврийското въстание от 1923 г. в боевете за гр. Фердинанд и с. Бойчиновци, като по време на въстанието е комендант на пощата във Фердинанд. След въстанието емигрира в Югославия, завръща се в България през 1926 г.
Работи като писар в адвокатската кантора на Георги Русинов във Фердинанд. Подпомага нелегални дейци, за което е интерниран през 1943 г. в с. Еникьой, Ксантийско и в Плевен през 1944 г. Участва в подготовката на събитията на 9 септември 1944 г.
Заема последователно длъжностите: околийски комисар по снабдяването, директор на подразделение на Популярната банка, председател на Околийския комитет на ОФ в Михайловград, председател на ИК на Градския народен съвет в Михайловград, ръководител на стопански предприятия.
Награден е с орден „9-и септември“ III степен, медал за участие в Септемврийското въстание от 1923 г., медал от Съюза на българо-съветските дружества. Умира в Михайловград през 1968 г.

## Политическа дейност
За председател на ГНС на депутатите на трудещите се в Михайловград е избран на 3 октомври 1952 г. след оставката на Методи Петров – Волгата. Първият протокол от заседание на ИК на ГНС с председател Борис Младенов е от 9 октомври 1952 г.
По време на краткото му управление е проведено обсъждане на новия градоустройствен план на града. ИК на ГНС взема решение планът да бъде предоставен на обществено обсъждане и представяне в Министерството на комуналното стопанство и благоустройство за приемане. На 3 декември 1952 г. проектът на общия градоустройствен план е разгледан в присъствието на арх. Борис П. Чернев (главен проектант в „Главпроект“, София), направени са допълнения, препоръки и предложения за изменения. Планът, уреждащ развитието на града за период от 15 – 30 години, е приет с необходимите изменения, допълнения и препоръки. Предвидено е градът да се разпростре на запад от железопътната линия и на юг до ул. „Парта“, пътят София – Михайловград да се проектира източно от железопътната линия, да се разшири площадът при жп гарата, да се отреди място за стопански техникум и търговска гимназия, да се създаде къща музей „Христо Михайлов“, музей на революционното движение и др.
През този период се работи за благоустрояване на града, извършен е оглед на улиците от комисия и е предложен план за озеленяване на 20 улици в централната част на града. На 3 март 1953 г. ИК на ГНС приема план за озеленяване на Михайловград, който предвижда засаждане на акация, топола, ясен, кестен липа, бреза и др. видове дървета в над 20 основни улици на града. С това започва улично озеленяване.
На 6 март 1953 г. е проведена сесия на ГНС по повод смъртта на Й. В. Сталин, избрана е петчленна делегация за поднасяне на венец и съболезнования пред съветското посолство в София.
На 29 март 1953 г. по решение на Градския комитет на БКП и предложение на ОФ в града са направени промени в състава на ИК на ГНС: прекратен е мандатът на Борис Младенов като председател на ИК на ГНС в Михайловград, като за председател е издигнат Никола Алексиев Киров, а за заместник-председател – Димитър Александров Петров.